# Upside Down (Fela Kuti)
Upside Down è un album del musicista nigeriano Fela Kuti e del suo gruppo Africa 70, pubblicato nel 1976.

## Il disco
Fatto insolito nella discografia di Kuti, in questo album la voce solista viene affidata, e in particolare a Sandra Akanke Isidore, una attivista del movimento Black Panthers che Kuti aveva conosciuto negli Stati Uniti negli anni sessanta. Fu originariamente pubblicato su LP da Decca Records in Nigeria e successivamente ripubblicato da diverse etichette discografiche, tra cui Celluloid Records, Wrasse Records e MCA Records, sia su LP che su CD. Alcune edizioni su CD comprendono, in una confezione unica, anche l'album Music of Many Colours, pubblicato da Kuti nel 1980 con Roy Ayers. Il secondo brano, Go Slow, è omonimo di un brano differente pubblicato da Kuti nell'album Roforofo Fight.

## Formazione
Come tutti i lavori di Kuti, l'album fu realizzato con la collaborazione di numerosi musicisti, tra cui Ayoola Abayomi (stick), Shina Abiodun (conga), Tejumade Adebiyi (cori), Tejumade Adebiyi (voce), Ladi Tony Alabi (batteria), Fela Kuti (pianoforte, sax alto, sax tenore, voce, arrangiamento, produzione), Lekan Animashaun (sax baritono), Nweke Atifoh (basso), Leke Benson (chitarra), Ronke Edason (cori), Sandra Akanke Isidore (voce), Oladeinde Koffi (conga), Oghene Kologbo (chitarr, conga), Shade Komolate (voce), Addo Nettey (conga), Tokunboh Oghomienor (voce), Okalue Ojeah (chitarra), Babajide Olaleye (maracas), Folake Oledejo (voci), Omolola Osaeti (voce), Bose Oshun (voce), Nwokoma Ukem (tromba), Tunde Williams (tromba)

## Tracce
1. Upside Down – 14:48
2. Go Slow – 14:41